# Arc rampant

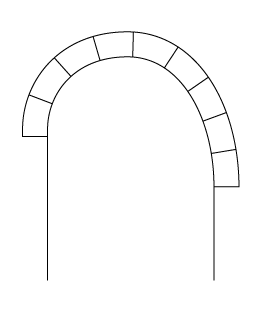
Arc rampant.

Un arc rampant est un arc dont les naissances sont placées à des hauteurs inégales. Il est fréquemment employé dans les frontons, les arcs-boutants, les murs en talus et des voûtes d'escaliers. La courbe de rampe varie suivant l'inclinaison plus ou moins prononcée du talus. Les joints d'appareil doivent toujours être normaux à la courbure (E. L.).
L'arc rampant est un arc dont les deux extrémités ne sont pas placées sur une même horizontale. Les arcs rampants ont surtout été employés dans le style gothique, et ce sont eux qui, dans la construction des contreforts, forment les arcs-boutants.